# Setembro (canção)
"Setembro" é uma canção da cantora brasileira Daniela Araújo. A faixa foi lançada em outubro de 2015 como o sétimo single do álbum Doze, lançado em janeiro de 2017.[carece de fontes?]
A canção fez parte do projeto 'Eu Componho com Daniela Araújo', em que Daniela escreveu músicas a cada mês de 2015 conforme temas sugeridos pelos fãs e internautas. Em setembro, o público sugeriu "sonhos" como tema para Daniela. A composição e arranjo é de Daniela em parceria com o músico Dani Aguiar, que participou das gravações do disco. Além da gravação vocal de Araújo, a cantora contou com a participação das vozes infantis de Elen Sena, Lívia Sena e Julia Sena, que interpretaram o refrão.

## Faixas
1. "Setembro" - 3:47

## Ficha técnica
Lista-se abaixo os profissionais envolvidos na produção de "Setembro", de acordo com o encarte do disco.
- Daniela Araújo – vocais, composição, produção musical, arranjo
- Dani Aguiar - composição, arranjo, baixo, guitarra
- Jorginho Araújo - produção musical, teclados, programações
- Felipe Guimarães – bateria
- Elen Sena – vocal de apoio
- Lívia Sena – vocal de apoio
- Julia Sena – vocal de apoio
- João Carlos Mesquita (Cuba) – mixagem
- David Lee – masterização